# Dacnusa scaptomyzae
Dacnusa scaptomyzae är en stekelart som beskrevs av Charles Joseph Gahan 1913. Dacnusa scaptomyzae ingår i släktet Dacnusa och familjen bracksteklar. Inga underarter finns listade i Catalogue of Life.